# SWEBOK
SWEBOK (Software Engineering Body of Knowledge) — международный стандарт ISO/IEC TR 19759 от 2015 г., в котором описана общепринятая сумма знаний по программной инженерии.
Документ был создан при сотрудничестве нескольких профессиональных организаций и предприятий и опубликован обществом IEEE Computer Society (IEEE). В 2005 году он был принят как стандарт ISO/IEC TR 19759:2005. 
В конце 2013 года была одобрена и опубликована новая версия SWEBOK V3, которая стала стандартом ISO/IEC TR 19759:2015. 
В 2016 году общество IEEE Computer Society создало комитет SWEBoK Evolution, который будет заниматься дальнейшим развитием документа.

## SWEBOK Version 3
Текущая опубликованная версия SWEBOK V3 включает 15 областей знаний в сфере программной инженерии:
- software requirements — требования к ПО;
- software design — проектирование ПО;
- software construction — конструирование ПО;
- software testing — тестирование ПО;
- software maintenance — сопровождение ПО;
- software configuration management — управление конфигурацией;
- software engineering management — управление IT проектом;
- software engineering process — процесс программной инженерии;
- software engineering models and methods — модели и методы разработки;
- software quality — качество ПО;
- software engineering professional practice — описание критериев профессионализма и компетентности;
- software engineering economics — экономические аспекты разработки ПО;
- computing foundations — основы вычислительных технологий, применимых в разработке ПО;
- mathematical foundations — базовые математические концепции и понятия, применимые в разработке ПО;
- engineering foundations — основы инженерной деятельности.

Кроме того эта версия признает[что?], но не определяет следующие дисциплины:
- Computer engineering
- Systems engineering
- Project management
- Quality management
- General management
- Computer science
- Mathematics

## SWEBOK издание 2004 года
В версии SWEBOK от 2004 года знания по программной инженерии делятся на 10 областей знаний (англ. knowledge areas):     
- software requirements — требования к ПО;
- software design — проектирование ПО;
- software construction — конструирование ПО;
- software testing — тестирование ПО;
- software maintenance — сопровождение ПО;
- software configuration management — управление конфигурацией;
- software engineering management — управление IT проектом;
- software engineering process — процесс программной инженерии;
- software engineering tools and methods — методы и инструменты;
- software quality — качество ПО.

В дополнение SWEBOK определяет дисциплины, имеющие отношение к программной инженерии:
- Computer engineering
- Computer science
- Management
- Mathematics
- Project management
- Quality management
- Software ergonomics (Cognitive ergonomics)
- Systems engineering

## Аналогичные инициативы
Аналогичная попытка составить свод знаний по программной инженерии была предпринята в 2004 г. в виде инициативы "Computing Curriculum Software Engineering (CCSE)", которая составила несколько документов с рекомендациям по составлению учебных планов для университетов по специальности программная инженерия. Документ SE2004: Curriculum Guidelines for Undergraduate Degree Programs in Software Engineering в основном перекликается с SWEBOK V2 2004 г., потому что SWEBOK послужил для него одним из источников, однако сам документ больше ориентирован на учебные заведения. В то время как SWEBOK описывает свод знаний, которыми должен обладать человек после 4 лет практики в сфере программной инженерии, SE2004 описывал свод знаний, которые должен получить студент в университете, обучаясь по специальности программная инженерия (включая знание математики, общих принципов инженерии и прочие сопутствующие навыки). 
10 лет спустя SE2004 был пересмотрен и из-за растущего объема знаний по теме программной инженерии был разделен на несколько документов: Computer Engineering, Computer Science, Cybersecurity, Information Systems, Information Technology и собственно Software Engineering.